# Коляда Ігор Анатолійович
Ігор Анатолійович Коляда (28 липня 1968, Тараща) — український науковець, кандидат історичних наук (2002), доктор історичних наук (2010), професор кафедри методики навчання суспільних дисциплін і гендерної освіти Інституту історичної освіти Національного педагогічного університету імені М. П. Драгоманова. Автор підручників та посібників.

## Життєпис
Народився в родині службовців Коляди Анатолія Марковича та Коляди Анастасії Максимівни.
Навчався в Таращанській школі № 1. Закінчив державний університет імені М. П. Драгоманова (1992). З 4 курсу працював учителем історії в старших класах Українського колежу імені Василя Сухомлинського.
У 1992 році був запрошений на посаду викладача кафедри методики викладання історії університету імені М. П. Драгоманова.

## Книги
- Пилип Орлик. — Харків : Фоліо, 2008. — 121 с. — (Знамениті українці)
- Усі гетьмани України: легенди, міфи, біографії / О. П. Реєнт, І. А. Коляда. — Харків: Фоліо, 2008. — 414, [1] с. — (Історичне досьє).[3]
- Богдан Хмельницький. — Харків : Фоліо, 2010. — 121 с. — (Знамениті українці) — ISBN 978-966-03-5082-3.
- Кирило Розумовський. — Харків : Фоліо, 2012. — 128 с. — (Знамениті українці) — 500 прим.
- Михайло Коцюбинський. — Харків : Фоліо, 2012. — 128 с. — (Знамениті українці)
- Отаман Іван Сірко. — Харків : Фоліо, 2012. — 121 с. — (Знамениті українці) — ISBN 978-966-03-5804-1.
- Володимир Сосюра. — Харків : Фоліо, 2015. — 119 с. — (Знамениті українці)
- Пилип Орлик. — Харків : Фоліо, 2015. — 121 с. — (Знамениті українці) — 500 прим. — ISBN 978-966-03-3156-3.
- Богдан Хмельницький. — Харків : Фоліо, 2019. — 121 с. — (Знамениті українці)